# グローリア・ミサ (ロッシーニ)
『グローリア・ミサ』（イタリア語: Messa di Gloria）は、ジョアキーノ・ロッシーニが1820年に作曲したミサ曲。キリエとグローリアにのみ作曲されている。『スターバト・マーテル』『小ミサ・ソレムニス』と並ぶロッシーニの三大宗教作品のひとつであり:64、オペラ作曲家を引退する以前に書かれた唯一の本格的な教会音楽である。
演奏時間は約1時間。キリエは先頭の10分ほどで、大部分はグローリアである。

## 作曲の経緯
四旬節のために作曲され、1820年3月24日にナポリのサン・カルロ劇場と隣りあうサン・フェルディナンド教会 (San Ferdinando (church), Naples) で初演された:64:2。
再演された記録はなく:4、長らく楽譜は失われたと考えられていたが、サン・フェルディナンド教会に残るパート譜などからハーバート・ハント (Herbert Handt) によって復元され、1972年にミラノでハント本人の指揮によって復活演奏が行われた:4。

## 編成
独唱者（ソプラノ2、テノール2、バス。ただし女声を1人とする改訂をロッシーニ自身が行った:1）、混声合唱、管弦楽による:1。

## 構成
- Kyrie - 深刻な曲想ではじまる。本体の合唱は変ホ長調だが短調が混じりあう。「Christe eleison」の部分は変ト長調に転調し、2人のテノールによって歌われる[1]。その後再びキリエが合唱によって歌われる。
- Gloria - ハ長調。金管によるファンファーレにはじまる。行進曲的な音楽で、弦楽器のピッツィカートによって最初に示される第1主題と、滑らかな第2主題が交替する。独唱者たちによって歌いだされ、それに合唱が応える。
- Laudamus - イ長調。ソプラノ独唱により、遅い部分と速い部分の2部からなるオペラ・アリア的な曲である。伴奏ではフルートの音色が目立つ。
- Gratias - ヘ長調。コーラングレ独奏を伴ってテノール独唱が歌う。
- Domine Deus - 変ホ長調。女声2人とバス、またはソプラノ・テノール・バスの三重唱[2]:2。
- Qui tollis - ホ短調の合唱にはじまり、ついでテノール独唱が現れる。この曲もオペラ・アリア的で、Qui sedesから速くなる。
- Quoniam - 変ホ長調。クラリネット独奏を伴ってバス独唱が歌う。
- Cum Sancto Spiritu - 変ロ長調。合唱によるフーガ。この曲はロッシーニの依頼によってピエトロ・ライモンディが作曲したもので、ロッシーニの作品ではない[3]:129[2]:3。

## その他
オペラ『マオメット2世』は1823年にヴェネツィアで再演されたときに序曲が追加されたが、この曲はいくつかの既存曲を組み合わせて書かれ、本体のAllegro assai部分の第2主題は『グローリア・ミサ』の「グローリア」の第1主題を借りて使用している:291-292。この序曲はフランスで改訂された『コリントの包囲』でも使用されている。